# آلا مادرید و دیگر هیچ
"¡Hala Madrid! ...y nada más"‌ (معادل اسپانیایی «آلا مادرید و دیگر هیچ») سرود محبوب باشگاه فوتبال رئال مادرید اسپانیا است. این سرود توسط ردوان و مانوئل جابویس نوشته شد و در جشن دهمین قهرمانی رئال مادرید (لا دسیما) در لیگ قهرمانان اروپا در سال ۲۰۱۴ منتشر شد. این توسط تیم رئال مادرید برای فینال یوسی‌ال ۲۰۱۴ ثبت شد. پس از این برد به شماره یک جدول اسپانیا رسید. این سرود اکنون به‌طور مرتب در ورزشگاه سانتیاگو برنابئو پخش می‌شود و هواداران این آهنگ را می‌خوانند و هر زمان که رئال مادرید در ورزشگاه گلی به ثمر می‌رساند، یک کلیپ کوتاه از این آهنگ در جشن پخش می‌شود.

## پیش‌زمینه
این آهنگ به سفارش رئیس باشگاه رئال مادرید فلورنتینو پرز ساخته شده‌است. به گفته آهنگساز نادر خیاط (RedOne)، او هوادار رئال مادرید است و همیشه می‌خواست برای این باشگاه چیزی بنویسد. او ایده آهنگ این آهنگ را در حالی که چهار سال پیش از ضبط با هواپیما بین مادرید و مراکش سفر می‌کرد، داشت. او می‌خواست این آهنگ «کلاسیک‌تر و سمفونیک‌تر» باشد، با آهنگی به یاد ماندنی که هواداران بتوانند آن را شعار دهند. او پیش از کار روی تولید، قسمت سمفونیک را در سوئد برنامه‌ریزی و ضبط کرد. متن ترانه توسط روزنامه‌نگار Manuel Jabois نوشته شده‌است. Jabois در ابتدا نسخه طولانی‌تری نوشت اما آن را به تناسب لحن کوتاه کرد.
این آهنگ با عنوان "¡Hala Madrid! ...y nada más" است. "Hala Madrid" در عنوان یک فریاد نبرد است که به‌طور سنتی با باشگاه مرتبط است و اغلب توسط هواداران و بازیکنان باشگاه به‌طور یکسان خوانده می‌شود. «آلا» واژه‌ای با ریشه عربی به معنای «برو» یا «بیا» پیشنهاد شده‌است و برای تشویق تیم استفاده می‌شود. "آالا مادرید!" همچنین عنوان سرود رسمی رئال مادرید (معمولاً به عنوان "Las mocitas madrileñas" پس از یک خط در اشعار شناخته می‌شود) توسط رئیس‌جمهور سابق سانتیاگو برنابئو برای بزرگداشت جشن طلایی باشگاه در سال ۱۹۵۲ سفارش داده شده‌است این آهنگ توسط لوئیس سیسنروس گالیانه نوشته شده و توسط خوزه د آگیلار ضبط شده‌است. "Hala Madrid" همچنین در سرود صدمین سالگرد ("Himno del centenario") که در سال ۲۰۰۲ توسط پلاسیدو دومینگو ضبط شده استفاده می‌شود. برای قسمت «y nada más» («و هیچ چیز بیشتر») عنوان، ژابوی توضیح داد که «مدرید را تا حدودی خلاصه می‌کند، یا دوستش دارید یا…».
سرود جدید "Hala Madrid y nada más" در استودیو PKO در مادرید در آوریل ۲۰۱۴ توسط تیم رئال مادرید شامل کریستیانو رونالدو، سرخیو راموس، کریم بنزما، گرت بیل، لوکا مودریچ و مارسلو و سرمربی کارلو آنچلوتی ضبط شد. پس از ضبط، این آهنگ پیش از بازی با بارسلونا در فینال کوپا دل ری ۲۰۱۴ و مقابل بایرن مونیخ و اتلتیکو مادرید در بازی‌های لیگ قهرمانان اروپا برای ایجاد انگیزه در بازیکنان پخش شد. این آهنگ یک روز پس از دهمین پیروزی لیگ قهرمانان برای فروش عمومی منتشر شد و در جشن در استادیوم سانتیاگو برنابئو پخش شد. این آهنگ اکنون به‌طور منظم توسط هواداران در ورزشگاه پیش از مسابقات پخش و خوانده می‌شود. پخش گروه کر آهنگ معمولاً خاموش می‌شود تا صدای هوادارانی که می‌خوانند غالب شود. زمانی که بازیکن رئال مادرید در برنابئو گل می‌زند، از یک کلیپ از این آهنگ استفاده می‌شود.
یک جلد توسط پلاسیدو دومینگو و تیم در سال ۲۰۱۶ ضبط شد و به مناسبت یازدهمین برد رئال مادرید در لیگ قهرمانان اروپا منتشر شد.

## عملکرد تجاری
این آهنگ در جدول iTunes در اسپانیا و ۱۷ کشور در سراسر جهان از جمله کاستاریکا، جمهوری چک، اکوادور، السالوادور، گواتمالا، هندوراس، مجارستان، اسرائیل، مکزیک، پاناما، پرو، اسلواکی و سوئد به رتبه یک رسید. رئال مادرید در سال ۲۰۱۴ قهرمان لیگ قهرمانان اروپا شد.

## نمودار
| چارت (۲۰۱۴)                                                                    | اوج موقعیت |
| ------------------------------------------------------------------------------ | ---------- |
| فرانسه (اس‌ان‌ئی‌پی)                                                              | ۱۴۳        |
| مجارستان (۴۰ تک‌آهنگ برتر)وارد کردن سال و هفته برای جدول‌های مجارستان الزامی است | ۱۳         |
| اسپانیا (پروموزیک)                                                             | ۱          |

| چارت (۲۰۱۴)        | موقعیت |
| ------------------ | ------ |
| Spain (PROMUSICAE) | ۲۵     |